# Laminé fibro-métallique
Pour les articles homonymes, voir FML.
Le laminé fibro-métallique (en anglais, fiber metal laminate ou FML) est un matériau composite offrant diverses caractéristiques intéressantes, comme la résistance au feu. 

## Histoire
voir l'article matériaux composites

## Application
Notamment utilisé dans la fabrication d'ampoules électriques à basse consommation d'énergie.

## Observation
Les douilles 27W comportent 4 plots.